# 中濱絲子
中濱 いと（なかはま いと、1881年（明治14年）12月25日 - 1964年（昭和39年）8月14日）は、月刊文芸誌『明星』を中心に活躍した明治時代の女流歌人。「白藤の君」と謳われた。結婚後の姓名は高山糸。祖父は中濱万次郎。

## 人物
中濱東一郎の長女として東京に出生。中濱万次郎（ジョン万次郎）の孫。幼い頃より書画に親しみ1898年（明治31年）に私立跡見女学校（現学校法人跡見学園）を卒業。創設者跡見花蹊より優等賞が授与されている。
明治34年、後に九州帝国大学総長となる法医学博士高山正雄と結婚した。当時東京帝大助教授だった高山は夢野久作の小説「ドグラ・マグラ」の登場人物（法医学者）のモデルと言われる頭のさえた美男子で、結婚式は父東一郎の古い友人でもあり、高山の恩師でもある片山国嘉の媒酌で星が丘茶寮で行なった。
父東一郎と東京帝国大学の同期であった森林太郎（森鷗外）を通じて知己を得た与謝野鉄幹により和歌（短歌）の才能を見出され、当時「鳳」姓であった同門の与謝野晶子、山川登美子らと共に初期の「明星」にて活躍した。高山正雄との結婚と、下記資料にある経緯により活動を停止したため「明星」等誌上での活躍は10ヶ月余であった。
50回忌の2013年、子孫らが作品を収集整理し『～白藤の君～中濱いと歌集「明星」第三の女流歌人』(非売)を作成した。書名は、「明星」時代に「白萩の君」（与謝野晶子晶子）、「白百合の君」（山川登美子）と並んで、絲子が「白藤の君」と称されていたことに由来する。

## 家族
- 父・中濱東一郎 - ジョン万次郎の長男
- 夫・高山正雄
- 長男・文雄
- 長女・房子 - 医師・高橋操三郎の妻
- 二女・峰子 - 愛知県がんセンター病院長で外科医の今永一（九州帝大医学部卒）の妻。その長男に福岡大学名誉教授の今永一成（九州大医学部卒）[3]。
- 二男・忠雄

## 主な掲載誌
- 「明星」第2号（1900年5月）
「紅鶯集」 - 10首
- 「明星」第3号（1900年6月）
新詩社詠草 - 4首（他に抦澤いかづちの作品掲載有）
- 「明星」第4号（1900年7月）
新詩社詠草 - 3首（他に鳳晶子.計10名の作品掲載有）
- 「明星」第5号（1900年8月）
「京扇」 - 7首（他に鳳晶子の作品掲載有）
- 「明星」第6号（1900年9月）
「雁来紅」 - 9首（他に鳳晶子、山川登美子の作品掲載有）
- 「明星」第7号（1900年10月）
「清怨」 - 10首（他に鳳晶子、山川とみ子、林のぶ子の作品掲載有）
- 「明星」第8号（1900年11月）
「素蛾」 - 9首（他に鳳晶子、山川とみ子、玉野花子の作品掲載有）
- 「明星」第10号（1901年1月）
「吹雪」 - 27首 (「しらふぢ」として出詠)
- 「明星」第11号（1901年2月）
2首 (「いと子」として出詠)

他　
- 「現代短歌大系 第二巻」（1952年、河出書房）
「白すみれ抄」 - 5首（他に玉野花子等の作品掲載有）
- 「明星」第12号（1901年3月)　　　　　　　　　　　　　　　　　　　　　　　　　　　　　　　　　　　　　　　　　　　　　　　　　　　　　　　　　　　　　　　　　　　　                             　　　　　　　　　　　　　　　　 　　　　　　　　　　　　　　*「わが姉は白き秋萩 しろき百合 春さく花のしら藤の君」林のぶ子
※白萩の君(与謝野晶子)、白百合の君(山川登美子)、白藤の君(中濱糸子)

資料
- 「歌人舎」2009年9月号　　　　　　　　　　　　　　　　　　　　　　　　　　　　　　　　　　　　　　　　　　　　　　　　　　　　　　　　　　　　　　　　　　　　　　　　　　　　　　　　　　　　　　　　　　　　　　　　　『…中濱糸子と仰せらるるは中濱博士のご令嬢にて才色兼備の評判之れ有候ところ、『明星』に歌を初めてより何人の悪戯にや、いかがはしき手紙、舞い込み来りてからかふ故、恐ろしくなりて歌をだすことを断念遊し候よし…』

- 「恋ひ恋ふ君と　与謝野寛・晶子」2006年4月　
尾崎左永子氏による中濱いと子の紹介・記載有
- 「二十世紀短歌と女の歌」2013年.阿木津英
『明星』第八号発禁理由や当時の状況、世論の批評について詳細記載あり